# Bank of Chengdu
Банк Чэнду — коммерческий банк со штаб-квартирой в Чэнду, административном центре провинции Сычуань в центральном Китае. Основан в августе 1996 года. В списке крупнейших публичных компаний мира Forbes Global 2000 за 2021 год занял 1084-е место (в том числе 399-е по активам); из китайских компаний в этом списке занял 183-е место.
На конец 2020 года активы банка составляли 652 млрд юаней ($100 млрд), из них 272 млрд пришлось на выданные кредиты. Из пассивов 452 млрд составили принятые депозиты.
Крупнейшими акционерами являются Комитет по управлению государственными активами Чэнду (30,1 %) и малайзийский банк Hong Leong Bank Berhad (18,1 %).